# حوسبة الصور الطبية
حوسبة الصور الطبية هو مجال متعدد التخصصات يشمل جزء من كل من علوم الحاسوب وهندسة المعلومات والهندسة الكهربائية والفيزياء والرياضيات والطب. يطور هذا المجال أساليب حسابية ورياضية لحل المشكلات المتعلقة بالصور الطبية واستخدامها في البحث الطبي الحيوي والرعاية السريرية.
الهدف الرئيسي من حوسبة الصور الطبية هو استخراج المعلومات ذات الصلة سريريا أو معرفياً من الصور الطبية. ففي حين يرتبط هذا المجال ارتباطًا وثيقًا بمجال التصوير الطبي، فإنه يركز على التحليل الحسابي للصور، وليس على اكتسابها. يمكن تجميع الطرق في عدة فئات عامة: تجزئة الصورة، مطابقة الصور، النمذجة الفسيولوجية القائمة على الصور، وغيرها.

## شكل البيانات
تعمل حوسبة الصور الطبية عادة على بيانات عينات منتظمة ضمن فضاء x-y-z (الصور في 2D والصور الحجمية في 3D، يشار إليها بشكل عام بالصور). في كل عينة، يتم تمثيل البيانات بشكل عام في شكل من نوع (16 بت)، على الرغم من أن من نوع (8 بت) أو 32 بت ليست نادرة. 

## التجزئة

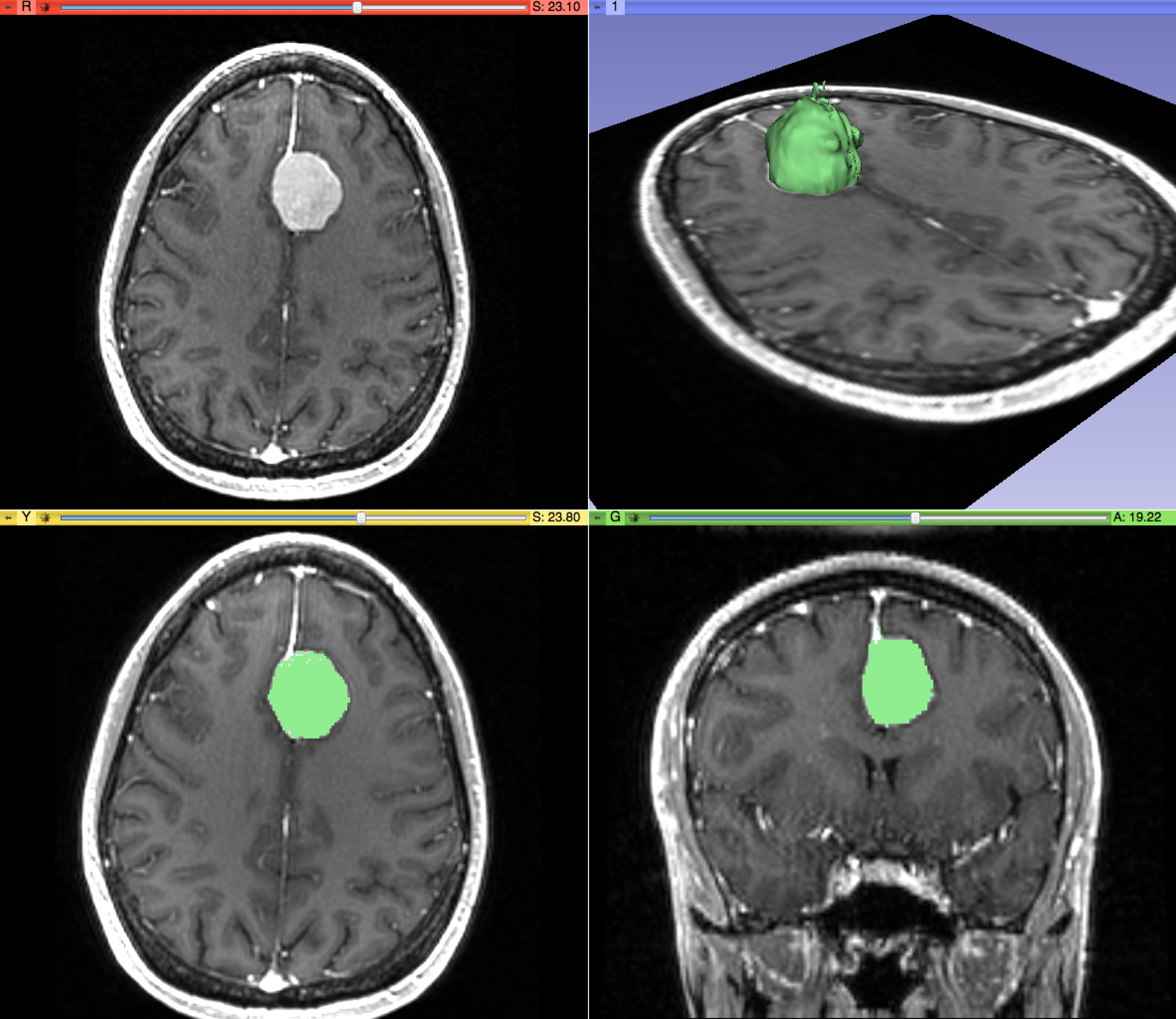
صورة MRI T1 المرجحة السيد دماغ مريض بالسحائي بعد حقن مادة التباين في التصوير بالرنين المغناطيسي (أعلى اليسار)، و نفس الصورة مع نتيجة التجزءة التفاعلية مضافين في الخضراء

التجزءة هو عملية تقسيم الصورة إلى أجزاء ذات معنى مختلف. في التصوير الطبي، غالباً ما تتطابق هذه الشرائح مع الطبقات النسيجية المختلفة، الأعضاء، الأمراض، أو غيرها من الهياكل ذات الصلة بيولوجياً. يصعب تجزئة الصورة الطبية من خلال التباين المنخفض، والضوضاء، وغموض التصوير الأخرى. على الرغم من وجود العديد من تقنيات رؤية الحاسوب لتقسيم الصور، فقد تم تكييف بعضها خصيصًا لحوسبة الصور الطبية.

## المطابقة

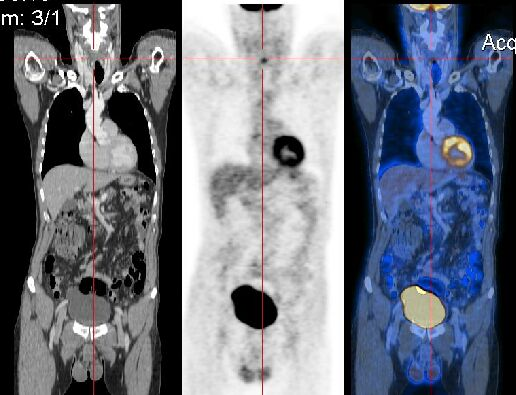
صورة CT (على اليسار)، صورة PET (في الوسط) و تراكب كل من (اليمين) بعد التسجيل الصحيح.

مطابقة الصورة هو عملية تبحث عن المحاذاة الصحيحة للصور. في أبسط الأحوال تشمل محاذاة صورتين. عادة صورة واحدة يتم التعامل كصورة الهدف فيما يتم التعامل مع الصورة الأخرى كصورة مصدر؛ الصورة المصدر يتم تحويلها لتتناسب مع الصورة الهدف. باستخدام إجراءات التحسين يتم تحديث هذا التحول للصورة المصدر بناء على التشابه بين القيم والتي تستخدم كتقييم لجودة المحاذاة. 

## التحليل الإحصائي
تجمع الأساليب الإحصائية مجال التصوير الطبي مع مجالالت رؤية الحاسوب، تعلم الآلة والتعرف على الأنماط. فعلى مدى العقد الماضي، تم إتاحة العديد من مجموعات البيانات الكبيرة للعامة (انظر على سبيل المثال ADNI، مشروع ال 1000 Connectomes الوظيفي)، ويرجع ذلك جزئيا إلى التعاون بين مختلف المعاهد ومراكز البحوث. هذه الزيادة في حجم البيانات تستدعي خوارزميات جديدة يمكنها أن تكتشف التغيرات الطفيفة في الصور لتتناول الأسئلة السريرية. هذه الأسئلة السريرية متنوعة للغاية وتشمل تحليل المجموعة، وتصوير المؤشرات الحيوية، والظاهرة النمطية للأمراض والدراسات الطولية.